# Members Only
"Members Only" je 66. epizoda HBO-ove televizijske serije Obitelj Soprano i prva u šestoj sezoni serije. Napisao ju je Terence Winter, režirao Tim Van Patten, a originalno je emitirana 12. ožujka 2006. 

## Radnja
Dvojica agenata FBI-a voze se u autu, a agent koji vozi kaže (prema kameri), "Nitko nije bankrotirao podcjenjujući ukus američke publike", citirajući H.L. Menckena. Drugog agenta FBI-a, Dwighta Harrisa, istog trenutka pogađa mučnina te povrati, a istodobno počinje prateća glazbena pozadina. Glazba počinje dvominutnom uvodnom naracijom. Prošlo je gotovo godinu dana od prethodne epizode; naraciju prate slike iz života likova tijekom godine.
Vito Spatafore je izgubio na kilaži te je postao maneken za Thin Club; A.J. sada pohađa koledž, ali se i dalje ponaša nezrelo; Janice i Bobby Baccalieri imaju dijete; Bobbyjeva razonoda postalo je modeliranje željezničke pruge; nastavljaju se postavljati pitanja o nestanku Adriane La Cerve. Artie Bucco se pomirio sa svojom otuđenom suprugom, Charmaine. Carmela i Angie Bonpensiero se posvađaju i hvalisaju se novim automobilima: Carmela Porsche Cayenneom, a Angie Chevrolet Corvetteom. Carmelina gradnja kuće na obali u međuvremenu je obustavljena zbog neodgovarajućeg građevnog materijala. Carmela zamoli Tonyja da vidi može li srediti problem, ali on to uporno odgađa.
Phil Leotardo sada je izvršni šef, preuzevši operacije Johnnyja Sacka dok je ovaj u zatvoru. Nakon večere u kineskom restoranu u Brooklynu, Hesha Rabkina i njegova zeta pretuku Philovi ljudi, a nakon što njegov zet pokuša pobjeći, biva udaren autom. U bolnici, Hesh zamoli Tonyja za pomoć u riješavanju razmirice. Phil i Tony svađaju se i oko udjela u posljednjem građevinskom projektu. Obje se situacije riješavaju na sastanku dviju obitelji iza Bada Binga, tijekom čega Phil više ne izražava otvoreno neprijateljstvo koje je prethodno pokazivao prema Tonyju i Christopheru. Osim Phila, Johnny preko svoga šurjaka Anthonyja Infantea komunicira i s Tonyjem.  
Eugene Pontecorvo naslijedio je više od dva milijuna dolara od svoje tetke pa on i njegova supruga Deanne žele iskoristiti novac kako bi se preselili u Fort Myers na Floridi. Eugene dolazi Tonyju s poklonom i zahtjevom za umirovljenje na Floridi. Tony kaže Eugeneu kako je se zakleo te da umirovljenje nije opcija, ali da će razmisliti o tome. Nakon što Eugene ubije Teddyja Spirodakisa koji je dugovao Christopheru, Silvio kaže Eugeneu da je Tony odbio njegov zahtjev. Obitelji ostaje nepoznato da Eugene nevoljko surađuje s FBI-em. Biro je pritisnuo Pontecorva da izvlači informacije jer su izgubili drugi izvor informacija, Raymonda Curta, koji je umro od moždanog udara dok je razgovarao s agenticom Robyn Sanseverino. Nadalje, njegov obiteljski život biva narušen i kad Deanne odbije alternative selidbi na Floridu te kod njihova sina pronađe opremu za uzimanje heroina. Deprimiran, osjećajući kako se nalazi u bezizlaznoj situaciji, Eugene se objesi u podrumu.
Agent Harris pojavljuje se u Satriale'su i kaže Tonyju da je bio u Pakistanu jer je premješten u protuterorističku jedinicu. Ondje je pokupio i parazita koji kod njega s vremena na vrijeme izaziva povraćanje.
Mentalno stanje Strica Juniora ozbiljno se pogoršalo. U svojem dvorištu pokuša pronaći novac za koji misli da ga je zakopao prije mnogo godina. Uvjeren je kako ga progoni davno preminuli "Little Pussy" Malanga, te se boji javiti se na telefon. Jednog poslijepodneva, kad su Janice i Bobby bili prezauzeti novim djetetom da bi se brinuli za Juniora, strica posjećuje Tony. Tony mu počne pripremati večeru i pošalje ga na kat da pronađe umjetno zubalo. Junior umjesto toga pronađe pištolj i vrati se u prizemlje. Zamijenivši Tonyja za Malangu, Junior ustrijeli Tonyja u trbuh. Junior zatim otrči uza stube i skrije se u ormaru, dok Tony pokušava nazvati hitnu pomoć.

## Glavni glumci
- James Gandolfini kao Tony Soprano
- Lorraine Bracco kao dr. Jennifer Melfi
- Edie Falco kao Carmela Soprano
- Michael Imperioli kao Christopher Moltisanti
- Dominic Chianese kao Corrado Soprano, Jr.
- Steven Van Zandt kao Silvio Dante
- Tony Sirico kao Paulie Gualtieri
- Robert Iler kao A.J. Soprano
- Jamie-Lynn Sigler kao Meadow Soprano
- Aida Turturro kao Janice Soprano
- Steve Schirripa kao Bobby Baccalieri
- Vincent Curatola kao Johnny Sack
- Frank Vincent kao Phil Leotardo
- John Ventimiglia kao Artie Bucco
- Dan Grimaldi kao Patsy Parisi
- Joseph R. Gannascoli kao Vito Spatafore
- Toni Kalem kao Angie Bonpensiero

### Gostujući glumci
| - Jerry Adler kao Hesh Rabkin - Tom Aldredge kao Hugh De Angelis - Sharon Angela kao Rosalie Aprile - Nick Annunziata kao Eddie Pietro - John Bianco kao Gerry Torciano - Denise Borino kao Ginny Sacrimoni - Joe Caniano kao Teddy Spirodakis - Carl Capotorto kao Little Paulie Germani - Max Casella kao Benny Fazio - Greg D'Agostino kao Jimmy Lauria - Drea de Matteo kao Adriana La Cerva - Danielle Di Vecchio kao Barbara Soprano Giglione - Suzanne Didonna kao Deanne Pontecervo - Robert Funaro kao Eugene Pontecorvo - Amber Gross kao hostesa - Will Janowitz kao Finn Detrolio - Wendy Kamenoff kao lažna Carmela - Michael Kelly kao agent Ron Goddard - Ai Kiyono kao konobarica | - Brianna Laughlin kao Domenica Baccalieri - Kimberly Laughlin kao Domenica Baccalieri - George Loros kao Raymond Curto - Lou Martini, Jr. kao Anthony Infante - Lisa Miller kao konobarica u Bada Bingu - Arthur J. Nascarella kao Carlo Gervasi - Grace Van Patten kao Ally Pontecorvo - Matt Pepper kao agent Ron Gosling - Maria Elena Ramirez kao susjeda - Anthony J. Ribustello kao Dante Greco - Thomas Russo kao Robbie Pontecorvo - Matt Servitto kao agent Dwight Harris - Daniel Stewart Sherman kao Ron Senkowski - David Shumbris kao Eli Kaplan - Tracey Silver kao Beth Kaplan - Frankie Valli kao Rusty Millio - Maureen Van Zandt kao Gabriella Dante - Lenny Venito kao James "Murmur" Zancone - Karen Young kao agentica Robyn Sanseverino |

## Prva pojavljivanja
- Anthony Infante: brat Ginny Sacramoni, vlasnik optike.
- Domenica Baccalieri: jednogodišnja kćer Janice i Bobbyja.
- James "Murmur" Zancone: Christopherov suradnik i sponzor iz Anonimnih alkoholičara.
- Gerry Torciano: suradnik u obitelji Lupertazzi i štićenik Phila Leotarda nakon smrti njegova brata; nakon svoje promocije u kapetana, odgovoran za Philov posao u Brooklynu.

## Umrli
- Raymond Curto: moždani udar.
- Teddy Spirodakis: ustrijeljen od strane Eugenea u restoranu u Bostonu.
- Eugene Pontecorvo: samoubojstvo vješanjem.
- Dick Barone: vlasnik Barone Sanitationa; umro od amiotrofične lateralne skleroze.

## Naslovna referenca
- Eugene nosi jaknu marke "Members Only", koja je bila popularna početkom osamdesetih.

## Nagrade
- Terence Winter za ovu je epizodu osvojio Emmy za najbolji scenarij dramske serije.

## Produkcija
- Na početku epizode nema sekvence s Tonyjem kako ide pokupiti novine s prilaza koja je bila uobičajena u prvim epizodama prve četiri sezone. U ovoj epizodi montaža prikazuje razne likove, odnosno promjene koje su se dogodile u njihovim životima u posljednjoj godini.
- Drea de Matteo (Adriana La Cerva) i Steve Buscemi (Tony Blundetto) više nisu potpisani u uvodnoj špici jer su njihovi likovi ubijeni u prethodnoj sezoni. De Matteo je potpisana u odjavnoj špici ove epizode, zbog pojavljivanja u sekvenci Carmelina sna.
- Frank Vincent (Phil Leotardo), Joseph R. Gannascoli (Vito Spatafore), Dan Grimaldi (Patsy Parisi) i Toni Kalem (Angie Bonpensiero) sada su potpisani u uvodnoj špici, ali samo u epizodama u kojima se pojavljuju.
- Jamie-Lynn Sigler u uvodnoj je špici ponovno potpisana tim imenom jer se u međuvremenu razvela od A.J.-a DiScale.

## Reference na prijašnje epizode
- Pussy Malanga, čovjek za kojeg je Stric Junior uvjeren kako ga progoni i kojeg kasnije zamijeni za Tonyja isti je mafijaš kojeg je Junior htio ubiti u restoranu Artieja Bucca u pilot epizodi.
- Dr. Melfi prisjeća se kako je Tony zgrabio jastuk kako bi ugušio svoju majku epizodi "I Dream of Jeannie Cusamano", ali Tony to poriče.

## Reference na druge medije
- Tijekom uvodne sekvence i odjavne špice svira "Seven Souls" sastava Material.
- Junior gleda Staze slave, ratni film iz 1957. redatelja Stanleyja Kubricka.
- Pjesma koja svira kad Junior ustrijeli Tonyja je "Comes Love" Artieja Shawa koju pjeva Helen Forrest.

## Vanjske poveznice
- Members Only u internetskoj bazi filmova IMDb-a